# Jishishan
Jishishan är ett autonomt härad för bonan-, dongxiang- och salar-folken i den autonoma prefekturen Linxia i provinsen Gansu i nordvästra Kina. Det ligger omkring 91 kilometer sydväst om provinshuvudstaden Lanzhou. 
Jijishan är indelat i fyra köpingar och 13 socknar.
Köpingar (zhen):

- Chuimatan (吹麻滩镇)
- Dahejia (大河家镇)
- Juji (居集镇)
- Qiecang (癿藏镇)

Socknar (xiang):

- Anji (安集乡)
- Guanjiachuan (关家川乡)
- Guogan (郭干乡)
- Hulinjia (胡林家乡)
- Liugou (柳沟乡)
- Liuji (刘集乡)
- Puchuan (铺川乡)
- Shiyuan (石塬乡)
- Xiaoguan (小关乡)
- Xuhujia (徐扈家乡)
- Yinchuan (银川乡)
- Zhaizigou (寨子沟乡)
- Zhongjuling (中咀岭乡)